# Волков, Василий Иванович (военачальник)
Василий Иванович Волков (20 февраля 1904 года, Лысково, Нижегородская губерния, Российская империя — 1972, Ленинград) — советский военачальник, полковник (14.09.1942). Один из немногих офицеров в СССР, награждённых орденом Кутузова I степени, не имея при этом генеральского звания

## Биография
Родился 20 февраля 1904 года в селе Лысково, (ныне, город Лысково, Пензенская область, Россия). Русский.

### Военная служба

#### Межвоенные годы
В августе 1925 года поступил в Нижегородскую пехотную школу. В сентябре 1928 года, после окончания школы, назначен командиром пулемётного взвода 12-го стрелкового полка, в дальнейшем проходил службу в полку на должностях: командир танка, командир роты полковой школы, помощник начальника штаба полка. Член ВКП(б) с 1928 года. С 1930 года после окончания Бронетанковых курсов усовершенствования и переподготовки командного состава РККА имени тов. Бубнова служит начальником 1-й части штаба 2-й танковой бригады РГК, начальником учебной части 2-й запасной танковой бригады, помощником начальника штаба 2-го отдельного лёгкого танкового полка, начальником 1-й части штаба 40-й отдельной танковой бригады. Участвовал в Советско-финляндской войне. С октября 1940 года — помощник начальника 1-го отдела АБТУ Ленинградского ВО.

#### Великая Отечественная война
С началом Великой Отечественной войны в прежней должности. C июня 1941 года — старший помощник начальника 1-го отдела АБТУ Северного фронта, с августа 1941 года — старший помощник начальника 1-го отдела АБТУ Ленинградского фронта. За первые два месяца войны сформировал и отправил на фронт 64 танковые роты из танков КВ-1, за что был награжден орденом Красной Звезды. С 1 марта 1942 года — и.д. начальника 1-го отдела АБТУ Ленинградского фронта (с 15 июля начальник оперативного отдела — заместитель начальника штаба АБТУ фронта).
С 17 мая 1943 года — командир 1-й Ленинградской танковой бригады, воевал в составе войск 42-й армии Ленинградского фронта. С июля 1944 года — командующий БТ и МВ 59-й армии Ленинградского фронта. В январе — феврале 1944 года армия принимала участие в разгроме группы армий «Север», особенно отличившись в ходе Новгородско-Лужской наступательной операции. Вскоре армия принимала участие в Выборгской, Сандомирско-Силезской, Нижнесилезской, Верхне-Силезской и Пражской операциях. За овладение штурмом городом Краков командующий БТ и МВ 59-й армии полковник Волков был награжден орденом Кутузова I степени.
За время войны полковник Волков был 3 раза персонально упомянут в благодарственных в приказах Верховного Главнокомандующего

#### Послевоенное время

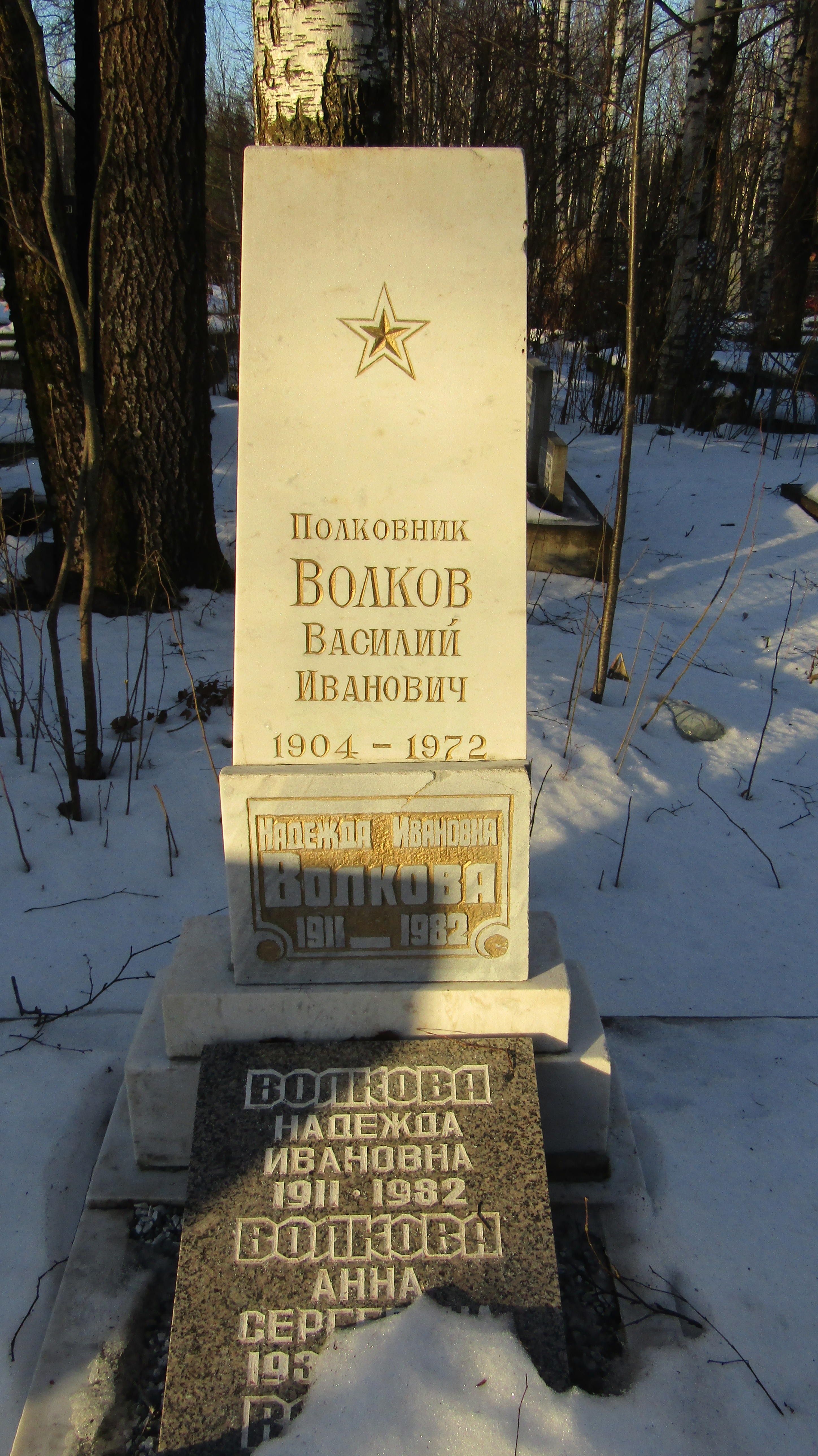
Могила Волкова В.И. Южное кладбище, Санкт-Петербург.

С августа 1945 года — командующий БТ и МВ Ставропольского ВО. С февраля 1946 года — начальник штаба, он же заместитель командующего БТ и МВ по боевой подготовке Ставропольского территориального ВО. С июля 1946 года — заместитель командира 37-й гвардейской механизированной дивизии (Ленинградский ВО). С октября 1947 года — заместитель командира 20-й гвардейской механизированной дивизии ГСОВГ. В начале 1950 года окончил курсы усовершенствования командиров стрелковых дивизий при Военной академии имени М. В. Фрунзе. С марта 1950 года — заместитель командира по БТВ 22-го стрелкового корпуса Закавказского ВО. В июле 1953 года гвардии полковник Волков уволен в запас.

## Награды
СССР
- орден Ленина (17.05.1951)[5]
- орден Красного Знамени (06.11.1945)[5]
- орден Кутузова I степени (06.04.1945)[6]
- орден Суворова II степени (21.02.1944)[7]
- два ордена Красной Звезды (25.03.1942[8], 03.11.1944[5])
  - медали в том числе:
  - «За боевые заслуги» (22.02.1941)[8]
  - «За оборону Ленинграда» (1943)
  - «За победу над Германией в Великой Отечественной войне 1941—1945 гг.» (1945)

Приказы (благодарности) Верховного Главнокомандующего в которых отмечен В. И. Волков
- За овладение штурмом древней столицей и одним из важнейших культурно-политических центров союзной нам Польши городом Краков — мощным узлом обороны немцев, прикрывающим подступы к Домбровскому угольному району. 19 января 1945 года. № 230.
- За овладение городами Сосновец, Бендзин, Домброва-Гурне, Челядзь и Мысловице — крупными центрами Домбровского угольного района. 27 января 1945 года. № 259.
- За овладели в немецкой Силезии городами Нойштадт, Козель, Штейнау, Зюльц, Краппитц, Обер-Глогау, Фалькенберг. 22 марта 1945 года. № 305.

Других государств
- орден «Крест Грюнвальда» III степени (ПНР)[9]